# Языки национальных меньшинств Украины
Языки национальных меньшинств Украины — языки, распространённые среди населения Украины, кроме государственного языка (украинского) и языков коренных народов Украины.
На Украине живёт более 130 национальных меньшинств — носителей 79 языков. К наиболее распространённым из них (количество носителей не менее 1000 человек), согласно переписи 2001 года, принадлежат 42 языка, а именно: белорусский, польский, чешский, словацкий, болгарский, литовский, латышский, румынский (язык румын и молдаван), испанский (язык испанцев и кубинцев), немецкий (язык немцев и австрийцев), идиш, таджикский, осетинский, ромский, албанский, греческий (румейский диалект греческого языка), армянский, новоассирийский (арамейский), арабский, узбекский, казахский, азербайджанский, киргизский, туркменский, татарский (казанский), гагаузский, башкирский, чувашский, эстонский, эрзянский, мокшанский, марийский, коми, удмуртский, венгерский, грузинский, аварский, даргинский, лезгинский, чеченский, корейский, вьетнамский.
Носителей языков национальных меньшинств в зависимости от времени поселения на Украине можно объединить в 3 группы:
1. живущих на Украине с XIX века или ранее,
2. появились на Украине между Первой и Второй мировыми войнами;
3. поселились на Украине после Второй мировой войны (появились здесь в результате усиления связей со странами третьего мира).

Представители первой группы живут большими скоплениями в определённых местностях и распространённость их языка локализована. Представители второй и третьей группы — рассеянные (преимущественно в городах), поэтому точно определить территорию их распространения невозможно. К первой группе относятся носители русского (преимущественно восток и юг Украины), белорусской (Полесье), польского (Житомирщина, Винниччина, Галичина, частично Буковина), чешского (Волынь), словацкого (Закарпатья), болгарского (Одесская, Запорожская область), идиша (преимущественно крупные города Правобережья и запада Украины — Киев, Одесса, Черновцы), немецкого (запад Закарпатья), румынского (Буковина, восток Закарпатья, Одесская, Кировоградская области), албанского (Одесская, Запорожская области), греческого (Донецкая область), цыганского (Закарпатье, Крым, Одесская область), армянского (Крым, Галичина, Прикарпатья, Киев, Черновцы, города востока Украины), новоассирийского (Донецкая область, частично города Приднепровья), татарского (восток Украины, преимущественно Донбасс), гагаузского (Одесская область), чувашского (Крым), эстонского (Крым), венгерского (Закарпатье).
Вторая группа охватывает носителей литовского, латышского, частично испанского (за исключением кубинцев, поселившихся на Украине после Второй мировой войны), таджикского, осетинского, узбекского, казахского, азербайджанского, киргизского, туркменского, башкирского, коми, марийского, мордовской-эрзя, мордовского-мокша, удмуртского, грузинского, аварского, даргинского, лезгинского, чеченского языков.
К третьей группе относятся те, что говорят по-арабски, по-корейски и по-вьетнамски.
15 мая 2003 года Верховная Рада Украины ратифицировала Европейскую хартию региональных языков или языков меньшинств. Положения Хартии применяются к языкам следующих национальных меньшинств Украины: белорусского, болгарского, гагаузского, греческого, еврейского, крымскотатарского, молдавского, немецкого, польского, русского, румынского, словацкого и венгерского.